# الشندغة
الشندغة حي من أحياء دبي، وقد كان النواة الأولى لمدينة دبي ومقر الحاكم فيها. تقع في بر دبي. ويقابلها في ديرة منطقة الرأس. وفي عام 1975 أنشئ نفق الشندغة بين بر دبي وديرة تحت خور دبي لتسهيل المرور وعدم الحاجة للدوران حول المدينة لاستخدام جسر آل مكتوم.

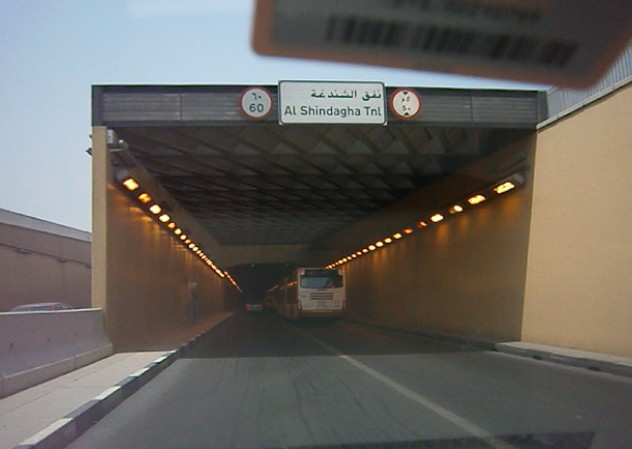
نفق الشندغة

## المباني التراثية
تتميز منطقة الشندغة بكونها حيًا تاريخيًا يحافظ على عبق التاريخ ويحتفظ بخصوصيته المعمارية.حيث توجد أكثر المباني التراثية والتاريخية،في منطقة الشندغة و منها:
- بيت الشيخ سعيد بن مكتوم آل مكتوم جد الشيخ محمد بن راشد آل مكتوم، وقد أصبح متحف الشندغة
- قرية التراث والغوص
- بيت الشعر
- متحف الإبل
- متحف ساروق الحديد الأثري
- متحف معبر الحضارات

## متحف الشندغة

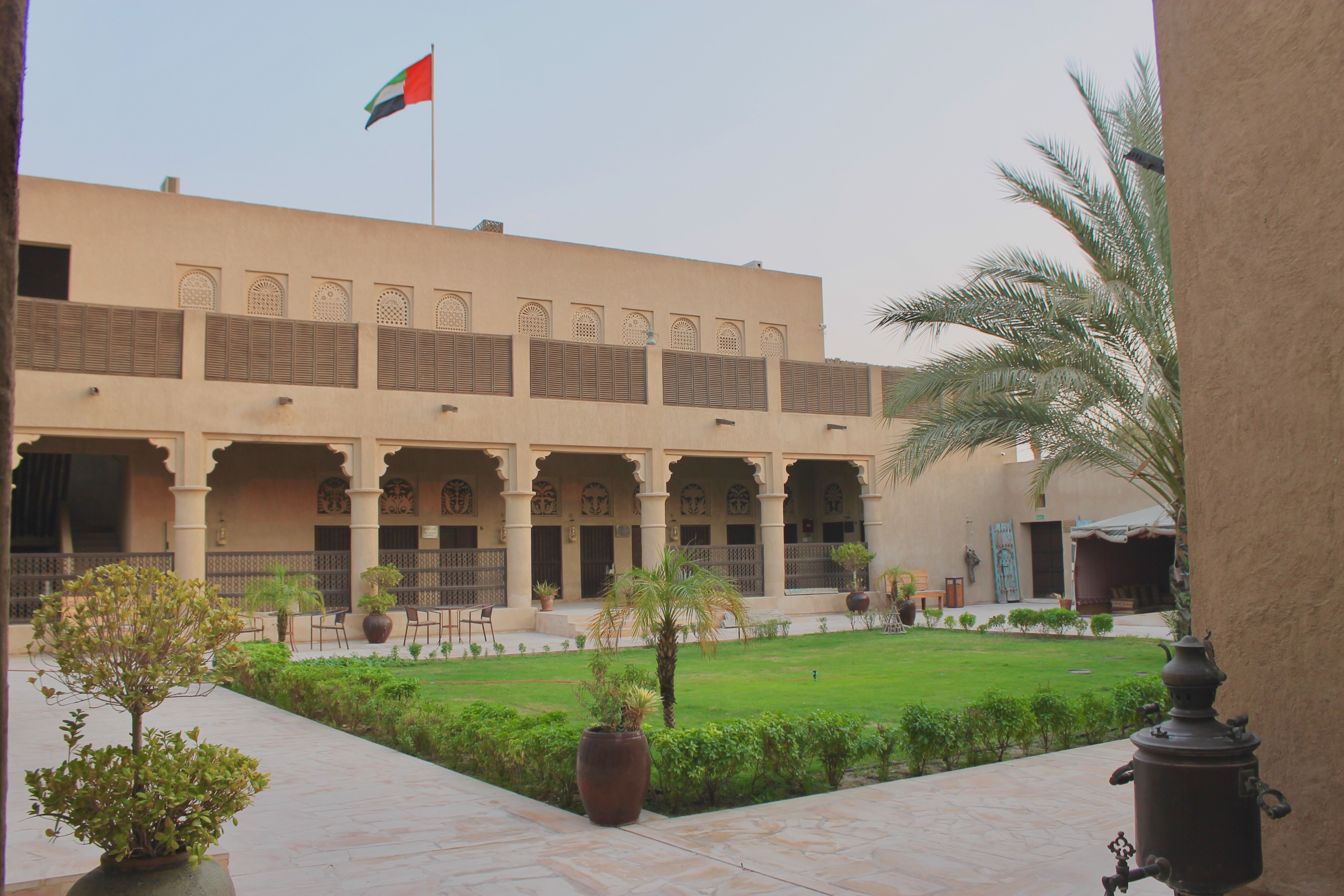
متحف الشندغة في دبي

تم إنشاء متحف الشندغة في إطار مبادرة تحويل منطقة الخور إلى مركز إقليمي للتاريخ والتراث.
حيث يقوم المتحف بسرد تطور الإبداع الإنساني في المنطقة والتطور الذي أدى لتشكيل حاضر الإمارات، ويسرد المتحف قصة دبي ونشأتها وحكاية الخور، حيث يوضح معالم أول مصرف وأول مخفر للشرطة وأول سوق إنتاج في دبي وتتواجد هذه المعلومات في قاعة حكاية الخور (مهد دبي وقلبها النابض).
كما تتواجد قاعة (بيت العطور)، حيث يتم عرض الأساليب التقليدية لصناعة الزيوت العطرية، وتوضيح الطرق والتقاليد المتبعة في تصنيع العطور على الطريقة الإماراتية.
ويفتح المتحف أبوابه أمام الزوار طوال الأسبوع عدا يوم الثلاثاء.